# Elecciones generales de Costa Rica de 1944
Las elecciones presidenciales de Costa Rica de 1944 fueron los comicios presidenciales realizados el domingo 13 de febrero de ese año. Resultó ganador el candidato oficialista Teodoro Picado Michalski postulado por el "Bloque de la Victoria", coalición conjunta del socialcristiano Partido Republicano Nacional liderado por Rafael Ángel Calderón Guardia, entonces presidente de la República, y el comunista Vanguardia Popular liderado por Manuel Mora Valverde. La oposición encabezada por el Partido Demócrata postuló a León Cortés Castro, expresidente que había sido elegido por el Partido Republicano en el período 1936-1940.

## Antecedentes
Siendo diputado y presidente del Congreso, Teodoro Picado fue investido oficialmente candidato presidencial del Partido Republicano el 2 de mayo de 1942, dos años antes de las elecciones.
Habiendo sido reelecto diputado el líder comunista Manuel Mora en las elecciones de medio período de 1942, se le aproximó el empresario Jorge Hine y que se rumoreaba como posible candidato de la oposición de derecha en las próximas elecciones. Hine intentó enrolar a Mora dentro de una intentona de golpe de Estado que los conservadores planeaban contra Calderón, pero Mora declinó y el atentado nunca se realizó ni Hine se presentó como candidato. Mora y la dirigencia comunista, por otra parte, se encontraba en negociaciones con el gobierno y la Iglesia católica liderada por monseñor Víctor Manuel Sanabria Martínez. Como parte de la estrategia de apaciguamiento a la Iglesia el Partido Comunista se disuelve formalmente y se refunda bajo el nombre de Partido Vanguardia Popular. Consultado monseñor Sanabria por Mora sobre si hay inconveniente en que los católicos militen en el nuevo partido, Sanabria responde que al haber estudiado su plan de gobierno los cristianos no tienen dilema moral en votar por el partido.
Por el otro lado, la oposición postula al expresidente León Cortés Castro, otrora padrino político de Calderón y que lo había apoyado resueltamente cuando Calderón fue candidato en 1940, ahora avenido a enemigo. Cortés era conocido por sus simpatías fascistas lo cual fue utilizado en campaña en su contra, en especial porque el país se encontraba en ese momento oficialmente en guerra contra la Alemania nazi y las potencias del Eje desde 1941. Esto probablemente catapultó a los comunistas a aliarse con Calderón, siendo que los Frentes Populares para frenar el fascismo eran una directriz de Moscú. En todo caso, Cortés contaba con el apoyo de los grupos conservadores y empresariales más ricos (que en algún momento gravitaron en torno a Hine) mientras que Teodoro Picado se convirtió en candidato respaldado por las bases populares del calderonismo, el comunismo y la Iglesia católica (al menos en la persona de Sanabria).

## Campaña
La campaña fue bastante dura ya que para esta época los ánimos estaban ya bastante exaltados así como las tensiones entre el oficialismo y la oposición. Hubo atentados terroristas perpetrados por ambos bandos.
En general, el oficialismo se enfocó en resaltar los logros sociales de la administración de Calderón (quien apoyaba decididamente al candidato Picado) y prometía profundizarlos, amenazaba con que de llegar al poder Cortés los aboliría por tener de su lado a los segmentos más reaccionarios y conservadores de la oligarquía y mantenía las acusaciones de fascista. Cortés, por su parte, trataba de desprenderse de dichas acusaciones y prometía eficiencia en la administración pública. Los demócratas también acusaron al gobierno de persecución política, cierre de medios opositores al gobierno y disolución de mítines políticos del Partido. Si bien Mora también acusó de amenazas contra su persona y agresiones contra sus partidarios por parte de los cortesistas.
La violencia durante las elecciones dejó un muerto en Sabanilla y tres en Llano Grande. Tres días después mientras se celebraba el triunfo picadista se anunció la candidatura presidencial de Rafael Ángel Calderón Guardia para las próximas elecciones.

## Congreso
Las elecciones legislativas se realizaron el 13 de febrero simultáneamente con las presidenciales. La alianza entre el Partido Republicano y Vanguardia Popular denominada Bloque de la Victoria que postuló a Picado obtiene una amplia victoria (11 y 3 diputados electos, respectivamente) sobre el opositor Partido Demócrata liderado por León Cortés Castro, quien obtuvo 9 escaños.

## Resultados

### Presidente
| Candidato      | Candidato                | Partido               | Votos   | %     |
| -------------- | ------------------------ | --------------------- | ------- | ----- |
|                | Teodoro Picado Michalski | Bloque de la Victoria | 90,403  | 66.08 |
|                | León Cortés Castro       | Partido Demócrata     | 46,403  | 33.92 |
| Nulos          | Nulos                    | Nulos                 | 0       | -     |
| Total          | Total                    | Total                 | 136,806 | 100   |
| Fuente: Molina |                          |                       |         |       |

| \| Voto \| Voto \| Voto \| Voto \| Voto \| \| ------ \| ------ \| ---- \| ------ \| ------ \| \| \| \| \| \| \| \| Picado \| Picado \| \| 66.0 % \| 66.0 % \| \| Cortés \| Cortés \| \| 33.9 % \| 33.9 % \| |        |  |        |        |
| Voto |        |  |        |        |
| |        |  |        |        |
| Picado | Picado |  | 66.0 % | 66.0 % |
| Cortés | Cortés |  | 33.9 % | 33.9 % |